# Unu Pachacútec

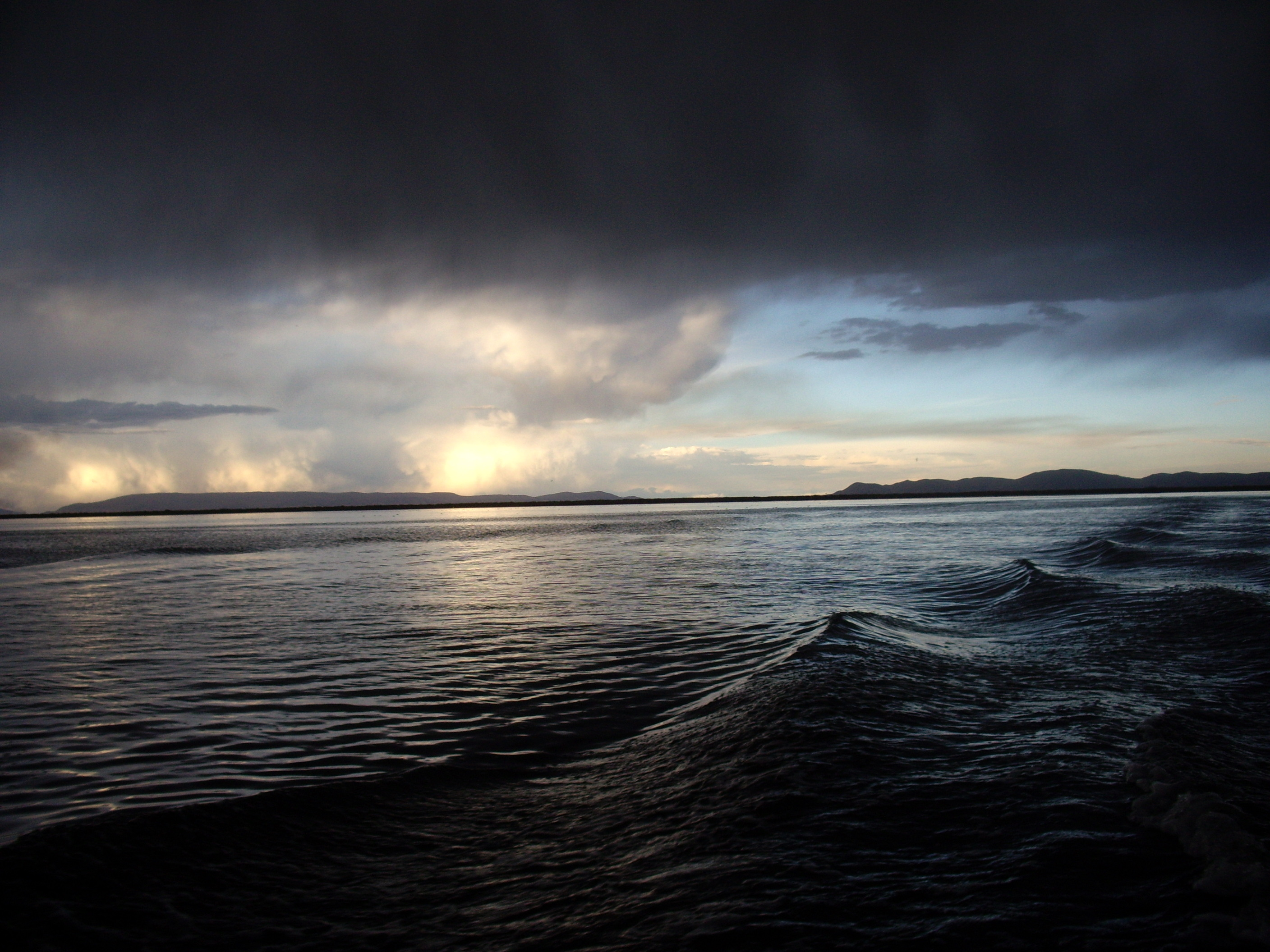
Lago Titicaca, lugar donde inició la inundación.

En la mitología incaica, Unu Pachacútec (del quechua cusqueño: unu 'agua', pacha kutiy 'la vuelta del mundo') es el nombre de una devastadora inundación que provocó el dios Huiracocha para destruir a la gente alrededor del lago Titicaca, salvando a dos para llevar la civilización al resto del mundo.
El proceso de destrucción está vinculado a una nueva construcción. Tiene un significado muy profundo en el idioma y las tradiciones. Algunas personas lo traducirían como "revolución".
"El ser supremo y dios creador del sapa inca, Huiracocha, primero creó una raza de poderosos gigantes, pero estos resultaron ser rebeldes e ingobernables, por lo que los destruyó en una poderosa inundación y los convirtió en piedra en memoria del hecho. Después del diluvio, creó a los seres humanos de piedras más pequeñas".
"En otras versiones de esta historia, la raza impía es la civilización preincaica de los Tiahuanaco alrededor del lago Titicaca, el lago más largo de los Andes. Viracocha los ahoga y solamente perdona a dos, un hombre y una mujer, para comenzar de nuevo la raza humana. Algunas versiones del Unu Pachacútec tienen al hombre y la mujer sobrevivientes flotando hacia el lago Titicaca en una caja de madera".